# Casa Alejos
La Casa Alejos és una obra noucentista de la Ràpita (Montsià) protegida com a Bé Cultural d'Interès Local.

## Descripció
Edifici cantoner, és notable per la seva façana frontal, de composició simètrica. Té una planta baixa i un pis, i presenta tres eixos de composició verticals; a la planta baixa, una porta i dues finestres amb arcs conopials. Al pis superior, tres balcons sobre mènsules amb barana metàl·lica i obertura rematada per cornisa sobre mènsules amb ornaments que figuren petits frontons. Sobre el central, a l'eix de simetria, una finestra de doble arc amb pilar central. Sobre el mateix eix de simetria, el trencant d'aigües de la coberta a dos vessants (de teula), que es transforma sobre el parament de la façana en una cornisa ondulada amb acabaments de ceràmica. La façana lateral continua l'esquema compositiu d'eixos verticals, balcó i finestra.
Per l'altre lateral, el primer pis dona accés a una terrassa sobre la botiga contigua, amb una capelleta en rajola policromada sobre la paret.